# Louis F. Bishop
Louis Faugères Bishop III (* 20. April 1901 in New York City; † 1. Juni 1986 in Manhattan) war ein amerikanischer Kardiologe, Sportmediziner und Mitbegründer des American College of Sports Medicine.

## Leben
Bishop war der Sohn von Louis Faugères Bishop II (1864–1941), dem Begründer der amerikanischen Kardiologie. Nach der Highschool studierte der Sohn Bishop an der Yale University (Bachelor 1921) und Dr. med. (M.D. 1925) an dem Columbia University College of Physicians and Surgeons.  Er hatte eine gut funktionierende Privatpraxis, arbeitete jedoch auch in der Forschung mit der Rutgers University zusammen, die ihn nach seinem Tode mit der jährlichen Annual Louis Faugères Bishop III Lecture ehrt. Er wurde zum Präsident des American College of Cardiology und der New York Cardiological Society gewählt, war Gründungsmitglied und Präsident des American College of Sports Medicine. Er sprach wie seine Familie Französisch und bereiste mehrfach Europa, um sich über neuere Entwicklungen der Kardiologie und Sportmedizin zu informieren.

## Autobiographische Werke
- Louis Faugères Bishop (1985): Myself when young : growing up in New York, 1901-1925. New York: K.S. Giniger Co.
- Louis Faugères Bishop (1977): The Birth of a Specialty: The Diary of an American Cardiologist, 1926-1972. New York: Vantage.